# Francesco Manenti
Francesco Manenti, noto con il nome di Franco (Sergnano, 26 giugno 1951), è un vescovo cattolico italiano, dal 17 ottobre 2015 vescovo di Senigallia.

## Biografia
Nasce a Sergnano, in provincia di Cremona e diocesi di Crema, il 26 giugno 1951.

### Formazione e ministero sacerdotale
Nel 1963 entra nel seminario vescovile di Crema, proseguendo, poi gli studi per il sacerdozio alla Facoltà teologica dell'Italia settentrionale a Milano, dove consegue la licenza in teologia.
Il 28 giugno 1975 è ordinato presbitero, nella cattedrale di Crema, dal vescovo Carlo Manziana.
Dopo l'ordinazione è vicario parrocchiale della cattedrale di Crema, dal 1975 al 1985; direttore dell'Ufficio Catechistico diocesano, dal 1985 al 1989; cappellano presso la parrocchia di Cremosano, dal 1985 al 1988; cappellano a Monte Cremasco, dal 1988 al 2011 ed è assistente spirituale presso le Figlie di sant'Angela Merici, dal 1986 al 1989.
Dal 1988 al 2001 è direttore spirituale presso il seminario vescovile di Crema, insegnante alla Scuola diocesana "Dante Alighieri", dal 1990 al 2001; responsabile del Centro diocesano di Spiritualità dal 2001 al 2007; direttore diocesano dell'Ufficio Famiglia dal 2001 al 2009.
Fino alla nomina episcopale ricopre i seguenti incarichi: insegnante di teologia dogmatica negli studi teologici riuniti dei seminari di Cremona, Crema, Lodi e Vigevano, dal 1984; insegnante di teologia al seminario del Pontificio istituto missioni estere a Monza, dal 1992; vicario generale, dal 2006; insegnante di teologia presso l'Istituto superiore di scienze religiose di Crema, Cremona e Lodi e parroco della parrocchia della Santissima Trinità a Crema. È, inoltre, membro della commissione diocesana per la formazione permanente del clero.
Nel 2007 papa Benedetto XVI lo nomina prelato d'onore di Sua Santità.

### Ministero episcopale
Il 17 ottobre 2015 papa Francesco lo nomina vescovo di Senigallia; succede a Giuseppe Orlandoni, dimessosi per raggiunti limiti di età. Il 22 novembre successivo riceve l'ordinazione episcopale, nella cattedrale di Santa Maria Assunta a Crema, dal vescovo Oscar Cantoni, co-consacranti l'arcivescovo Carlo Ghidelli e i vescovi Rosolino Bianchetti Boffelli, Giuseppe Orlandoni e Franco Croci. Il 10 gennaio 2016 prende possesso della diocesi, nella cattedrale di Senigallia.
È delegato per il laicato della Conferenza episcopale marchigiana.

## Genealogia episcopale
La genealogia episcopale è:
- Cardinale Scipione Rebiba
- Cardinale Giulio Antonio Santori
- Cardinale Girolamo Bernerio, O.P.
- Arcivescovo Galeazzo Sanvitale
- Cardinale Ludovico Ludovisi
- Cardinale Luigi Caetani
- Cardinale Ulderico Carpegna
- Cardinale Paluzzo Paluzzi Altieri degli Albertoni
- Papa Benedetto XIII
- Papa Benedetto XIV
- Cardinale Enrico Enriquez
- Arcivescovo Manuel Quintano Bonifaz
- Cardinale Buenaventura Córdoba Espinosa de la Cerda
- Cardinale Giuseppe Maria Doria Pamphilj
- Papa Pio VIII
- Papa Pio IX
- Cardinale Alessandro Franchi
- Cardinale Giovanni Simeoni
- Cardinale Antonio Agliardi
- Cardinale Basilio Pompilj
- Cardinale Adeodato Piazza, O.C.D.
- Cardinale Sebastiano Baggio
- Vescovo Alessandro Maggiolini
- Cardinale Oscar Cantoni
- Vescovo Francesco Manenti

## Araldica
| Stemma | Blasonatura | Descrizione |
| ------ | --- | --- |
|        | D'azzurro, allo scaglione d'argento, caricato di tre fiamme di rosso, accompagnato da due burelle ondate del secondo in punta, sormontate da una stella dello stesso. Motto: È vicino a voi il regno di Dio. | Nel campo azzurro dello stemma vi è, al centro, una stella che ricorda Maria, nei suoi diversi titoli: quello di Madonna della Speranza di Senigallia, di Madonna del Carmine di Crema e di Madonna del Binengo di Sergnano. Le onde fanno, invece, riferimento al mare, su cui si affaccia la diocesi di Senigallia. C'è, poi, un omaggio all'ultima parrocchia guidata dal vescovo Manenti: la Santissima Trinità, simboleggiata da uno scaglione bianco, in cui vi sono tre lingue di fuoco. Il motto scelto è tratto dal Vangelo secondo Luca (Luca, 10,9) laddove Gesù designa i settantadue discepoli da inviare presso le genti a portare il messaggio di salvezza e di pace, annunciando inoltre che il Regno di Dio è vicino. |